# Osmá barva duhy
Osmá barva duhy (1989) je druhým dlouhohrajícím albem Jaromíra Nohavici. Jde však o nahrávky ze stejných koncertů, kde se nahrávaly písničky, které vyšly rok předtím na LP Darmoděj a 2EP Písně pro V. V., většina písniček je tedy totožná s písničkami na těchto albech. Album nahrál Jaromír Nohavica sám s kytarou. V roce 1994 vydal Monitor reedici alba.

## Písničky
1. Osmá barva duhy – 2:38
2. Maškarní ples – 3:21
3. Krajina po bitvě – 4:34
4. Píseň psaná na vodu – 2:07
5. Spatřil jsem kometu – 3:16
6. Přítel – 4:21
7. Košilka – 2:17
8. Možná že se mýlím – 4:07
9. Nový Rok – 3:06
10. Dopisy bez podpisu – 2:16
11. Pro malou Lenku – 4:44
12. Třiatřicet – 2:32
13. Moje malá válka – 3:01
14. Heřmánkové štěstí – 4:03
15. Myš na konci léta – 2:39
16. Darmoděj – 4:25
17. Plebs-blues – 2:41
18. Dokud se zpívá ještě se neumřelo – 3:14